# Pierwszy Komercyjny Bank w Lublinie
Pierwszy Komercyjny Bank w Lublinie S.A. (w latach 2000–2009 jako PKBL S.A.) – bank uniwersalny z siedzibą w Lublinie, działający w latach 1990–2000, a, po wyłączeniu działalności bankowej i przejęciu jej w 1999 przez Powszechny Bank Kredytowy, w latach 2000–2009 spółka akcyjna nieprowadząca działalności bankowej. Działalność banku w latach 1991–1992 była przedmiotem jednej z afer gospodarczych III Rzeczypospolitej z uwagi na założyciela i pierwszego większościowego akcjonariusza spółki, Davida Bogatina.

## Historia

### Działalność banku od listopada 1990 do kwietnia 1992
Bank uzyskał zezwolenie Narodowego Banku Polskiego (NBP) na działalność w 1990, a rozpoczął ją w 1991. Założycielem i akcjonariuszem większościowym banku był David Bogatin, amerykański przedsiębiorca żydowskiego pochodzenia, który w 1976 roku wyemigrował z ZSRR do USA. Ścigany tamże za oszustwa podatkowe uciekł do Polski, gdzie prowadził początkowo działalność gospodarczą w sektorze spożywczym i tekstylnym, a następnie założył Pierwszy Komercyjny Bank w Lublinie. Na koniec 1991 bank miał 800 mld (starych) złotych depozytów i zatrudniał około 200 osób.
W styczniu 1992 ujawniono, że kapitał zakładowy został fikcyjnie podwyższony, a sam Bogatin miał postawione w USA zarzuty za oszustwa podatkowe. W późniejszym okresie udowodniono także, że kapitał założycielski pochodził z kredytu zaciągniętego w banku PKO SA, co było niezgodne z ówczesnym prawem bankowym i decyzją Komisji Papierów Wartościowych zezwalającą na jego podwyższenie przez Amerykanina. Ponadto, pojawiły się podejrzenia, że bank jest piramidą finansową, co spowodowało run na bank. W tym samym miesiącu Bogatin został aresztowany przez Urząd Ochrony Państwa (UOP) w związku z postępowaniem ekstradycyjnym. Prezesem zarządu banku wskazanym przez NBP został Jan Rejent. 

### Działalność banku od kwietnia 1992 do września 1998
Jeszcze przed ekstradycją, w kwietniu 1992 Bogatin sprzedał 45% akcji banku siedleckiemu przedsiębiorcy Tadeuszowi Olczakowi. Od 1993 bankiem zarządzał zarząd komisaryczny wprowadzony przez NBP.  W wyniku skupu akcji własnych i ich umorzenia przez ten zarząd Olczak stał się akcjonariuszem większościowym banku, posiadając 94,5% jego akcji. Podjął on próbę restrukturyzacji banku, która została przerwana w wyniku realizacji uchwały zarządu NBP z 1993 dotyczącej umorzenia i denominacji akcji banku, a następnie emisji nowych akcji, objętych następnie przez NBP. W jej wyniku bank centralny objął ponad 99% akcji banku, a pakiet należący do Olczaka zmalał do 0,06%. Operacja rodziła kontrowersje z uwagi na faktyczne upaństwowienie banku bez udziału akcjonariusza większościowego i podejrzenia sprzeczności z postanowieniami statutu spółki, a także aresztowanie Olczaka przez UOP.
W ramach działań ratunkowych w sektorze bankowości spółdzielczej w Polsce podejmowanych przez NBP, bank przejął Bank Spółdzielczy w Kuźnicy Białostockiej. W 1994 przejął także cierpiące na brak płynności Bydgoski Bank Komunalny, Bank Budownictwa w Szczecinie oraz Poznański Bank Handlowy MERKURY. 
W latach 1993–1997 NBP prowadziło proces sprzedaży banku, którym niewiążące zainteresowanie wyrażały m.in. Deutsche Bank, Daewoo i BIG Bank Gdański.

### Przejęcie banku przez PBK w październiku 1998 i proces likwidacji banku
W 1998 zawarto umowę sprzedaży 99,93% akcji banku, które za kwotę ok. 180 mln PLN zostały zakupione przez Powszechny Bank Kredytowy (PBK), przy czym NBP zgodził się na spłatę zobowiązania w sześciu ratach, z czego ostatnia o wartości połowy transakcji miała termin płatności w 2008. W lipcu 1999 zorganizowana część przedsiębiorstwa prowadząca działalność bankową została włączona do PBK, a lubelskiemu bankowi cofnięto licencję bankową, w związku z czym spółka zmieniła nazwę na PKBL S.A. 14 kwietnia 2000 roku odbyło się ostatnie walne zgromadzenie akcjonariuszy banku.
PKBL S.A. prowadziła działalność gospodarczą do 2004, kiedy ogłoszono jej upadłość, zakończoną likwidacją w 2009.
Olczak bezskutecznie domagał się drogą sądową unieważnienia sprzedaży banku lub odszkodowania. Odwoływał się również do Trybunału w Strasburgu, jednak jego skarga została oddalona.